# 그랜드 프론트 오사카
그랜드 프론트 오사카(일본어: グランフロント大阪)는 일본 오사카에 위치한 마천루다.

## 같이 보기
- 일본의 건축물 및 구조물 목록
- 오사카의 건축물 및 구조물 목록